# Procellaria
Procellaria je rod ptica iz porodice zovoja. Ima pet vrsta, a jedna vrsta je izumrla, nema naziv i nije opisana. Ptice ovog roda žive u južnom oceanu i vodama umjerenog pojasa. Sve vrste su nisko ugrožene (NT) ili osjetljive (VU). Velike su 46-55 cm, a teške 680-1000 grama. Imaju velika krila. Pelagične su izvan sezone gniježdenja. Hrane se uglavnom ribama, te često slijede ribarske brodove.

## Vanjske poveznice
|  | Zajednički poslužitelj ima stranicu o temi Procellaria    |
|  | Zajednički poslužitelj ima još gradiva o temi Procellaria |
|  | Wikivrste imaju podatke o taksonu Procellaria             |

- Rasprostranjenost Arhivirana inačica izvorne stranice od 7. travnja 2014. (Wayback Machine)